# Varus le Jeune
Quinctilius Varus ou Publius Quinctilius Varus Minor ou le Jeune (mort en 27) est le fils du général romain Varus.

## Biographie
Unique enfant du général romain Publius Quinctilius Varus et de sa seconde épouse Claudia Pulchra, fille d'Aemilius Lepidus Paullus et de sa femme Claudia Marcella Minor, il était cousin, par sa mère, de l'impératrice Messaline et de Lépide.
Né à Rome, il perdit jeune ses parents (son père se suicida en 9 et sa mère mourut en 26), ce qui le laissa fort riche.
Il fut d’abord fiancé à une lointaine cousine, Julia Livilla, l'enfant la plus jeune de Germanicus et d'Agrippine l'Aînée, et la plus jeune des arrière-petits-enfants de l’empereur Auguste, la grand-nièce de Tibère, la sœur de Caligula, la nièce de Claude et la tante maternelle de Néron, marié à Rome en 27. Plus tard, dans le même année, Quinctilius fut accusé de maiestas et le mariage fut annulé. Ils furent inculpés et expropriés pour leur prétendue ligature de majesté.
Varus le Jeune fut lui-même victime de la répression qui suivit la chute de Séjan : il fut arrêté pour trahison et condamné en 27, sans que Tibère intervînt pour sauver son parent.